# 鍛冶屋

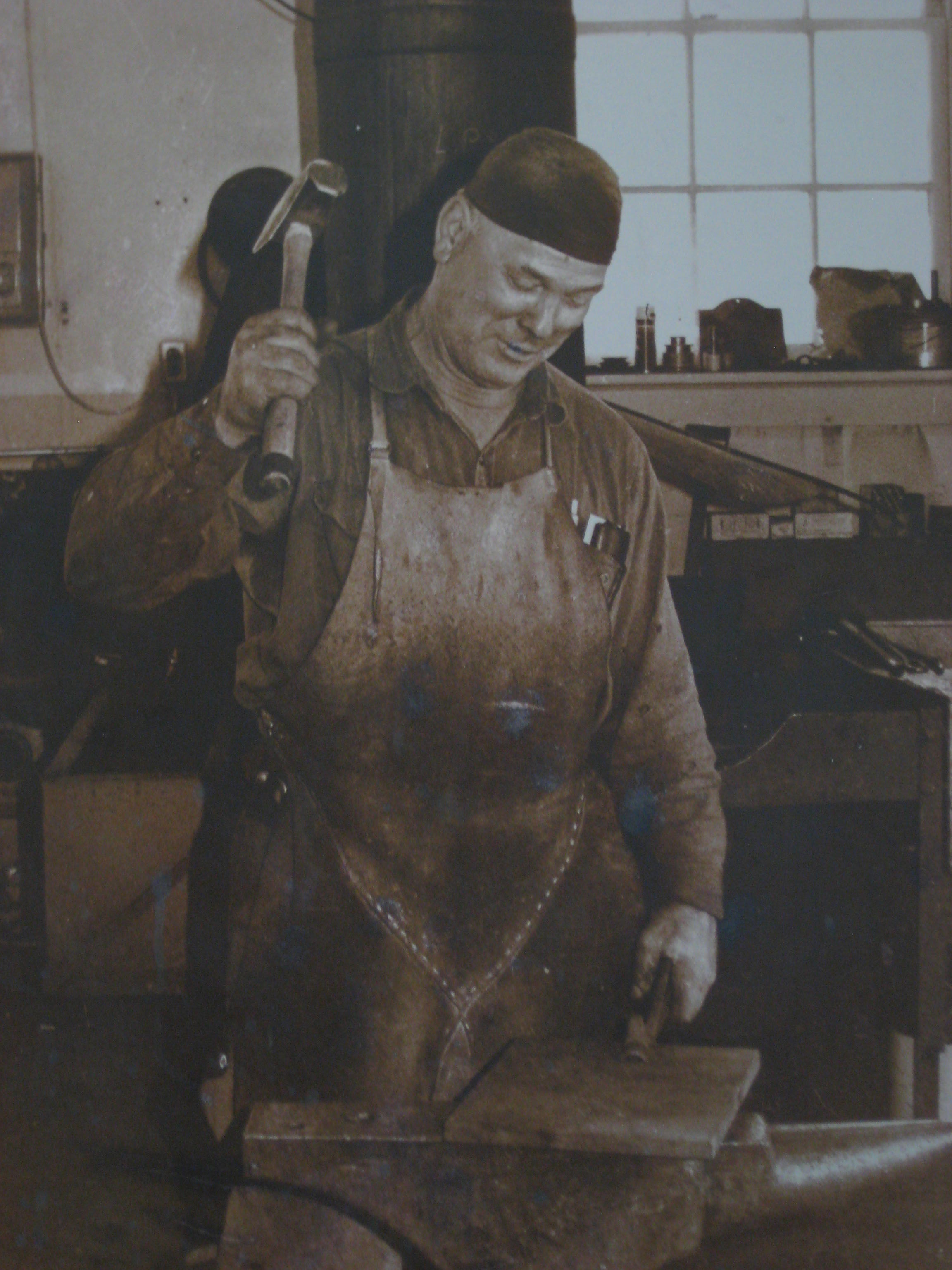
カナダの鍛冶屋（1970年頃）

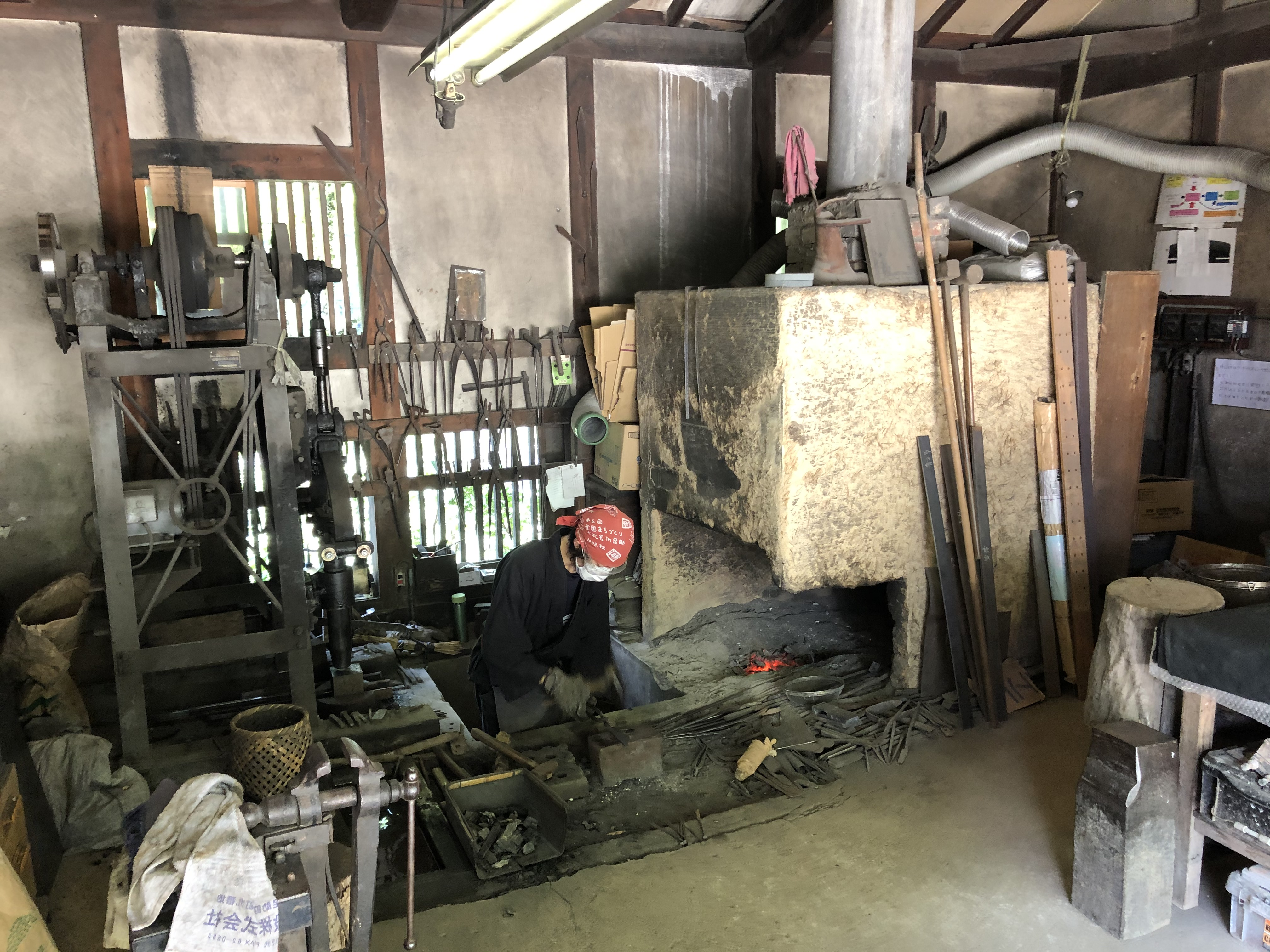
日本の鍛冶屋（2021年）

鍛冶屋（かじや、英: blacksmith）とは、一般的に鍛冶を行う店舗、もしくはその職人である鍛冶師を指す。

## 鍛冶屋とは
主として鉄製品を扱い、刃物、工具、農具などの製造・修理を行う。
一般的には炉、鞴、金床などの設備を有しており、鉄製品の鍛造を行う。鍛造だけでなく溶接、切断の器具を備えているものも多い。鉄を熱する際の燃料はコークス、石炭、木炭などがある。
ただし鍛造をしなければそれは鍛冶屋ではなく、鉄工所である。
また、鳶・大工・土工等と対比して、建設現場で溶接工の俗称としても使われる。

## 歴史
戦国時代には多くの刀鍛冶、鉄砲鍛冶が武器の生産に従事した。多くの場合城下の一角に集められ、大名や武士の注文に応じた。各地に「鍛冶町」の地名が残るのはその名残である。
鍛冶(鍛冶屋)はもともと鋳物師らをも含む金属加工者を指し、製鉄に従事するものを「大鍛冶」というのに対し、刀鍛冶(刀工)を「小鍛冶」と称した。一方、包丁や農具、漁具、山林刃物などを手がける鍛冶屋は「野鍛冶／農鍛冶」と呼ばれ、かつては日本各地に数多く存在していた。こうした「野鍛冶」の中には明治以降に刀鍛冶や鎧鍛冶から転業した者も多い。しかし昭和30年以降農業の機械化や安価な大量生産の刃物の流通によってこうした「野鍛冶」は大打撃を受け、次々に廃業していった。とはいえ現在でも伝統的な野鍛冶は日本各地に存在しており、中には松山市の白鷹幸伯（薬師寺西塔の和釘で有名）など、名工として全国に名が知られている職人も存在する。

## 歴史上有名な鍛冶屋
一例を示す。
- 正宗（岡崎正宗）
- 国友（国友善兵衛）
- 芝辻清右衛門（芝辻仙斎）
- 八板金兵衛（八板清定）
- 三池典太

海外
- ジョン・R・ジューイット（英語版） - アメリカ大陸北西部に住むヌートカ族の捕虜となり、鍛冶の技能を使って取り入り、救出されるまで多くの歴史資料を残した。

神話・伝説
- 天目一箇神
- 天津麻羅
- アルベリヒ（英語版） - ゲルマン神話に登場するドワーフの王
- トヴァシュトリ（インド神話）
- トバルカイン（旧約聖書『創世記』） - 初めて鉄や銅の刃物を鍛えた鍛冶の始祖とされる。「彼は青銅や鉄のすべての刃物を鍛える者となった。」[1]
- キュクロープス（ギリシア神話）
- ヘーパイストス（ギリシア神話）
- カーヴェ（英語版） - 叙事詩『シャー・ナーメ』に登場する反乱軍リーダーである鍛冶師
- ヴェルンド - ゲルマン民族の伝承
- ゴヴニュ - ケルト神話
- イーヴァルディ - 北欧神話
- 蚩尤 - 中国神話
- イルマリネン (英語版) - フィンランドの民族叙事詩「カレワラ」に登場する英雄